# Lista siturilor arheologice din județul Hunedoara - Ș
Lista siturilor arheologice din județul Hunedoara - Ș conține toate siturile arheologice din județul Hunedoara înscrise în Repertoriul Arheologic Național (RAN) și aflate în localități al căror nume începe cu litera Ș. RAN este administrat de Ministerul Culturii și Patrimoniului Național și cuprinde date științifice, cartografice, topografice, imagini și planuri, precum și orice alte informații privitoare la zonele cu potențial arheologic, studiate sau nu, încă existente sau dispărute.
Puteți căuta un sit din localitățile care încep cu litera Ș folosind formularul de mai jos sau puteți naviga prin toate siturile din județ la Lista siturilor arheologice din județul Hunedoara.
| Cod RAN     | Denumire | Localitate                 | Adresă      | Datare     | Descoperit | Coordonate                                    | Imagine           | Erori            |
| ----------- | --- | -------------------------- | ----------- | ---------- | ---------- | --------------------------------------------- | ----------------- | ---------------- |
| 91349.01.01 | Așezarea neo-eneolitică de la Șoimuș - Avicola / ansamblu anonim (Categorie: locuire civilă) (Tip: Așezare) | sat Șoimuș, comuna Șoimuș  | Avicola     | Turdaș     |            | 45°54′51″N 22°54′15″E / 45.91413°N 22.90427°E | Încărcați imagine | Raportați eroare |
| 91349.01.02 | Așezarea neo-eneolitică de la Șoimuș - Avicola / ansamblu anonim (Categorie: locuire civilă) (Tip: Așezare) | sat Șoimuș, comuna Șoimuș  | Avicola     | Petrești   |            | 45°54′51″N 22°54′15″E / 45.91413°N 22.90427°E | Încărcați imagine | Raportați eroare |
| 91349.01.03 | Așezarea neo-eneolitică de la Șoimuș - Avicola / ansamblu anonim (Categorie: locuire civilă) (Tip: Așezare) | sat Șoimuș, comuna Șoimuș  | Avicola     | Vinča      |            | 45°54′51″N 22°54′15″E / 45.91413°N 22.90427°E | Încărcați imagine | Raportați eroare |
| 91349.01.04 | Așezarea neo-eneolitică de la Șoimuș - Avicola / ansamblu anonim (Categorie: locuire civilă) (Tip: Așezare) | sat Șoimuș, comuna Șoimuș  | Avicola     | Coțofeni   |            | 45°54′51″N 22°54′15″E / 45.91413°N 22.90427°E | Încărcați imagine | Raportați eroare |
| 87727.01.01 | Așezare de epocă romană de la Șăulești / ansamblu anonim (Categorie: locuire) (Tip: Villa rustica)          | sat Șăulești, oraș Simeria |             |            |            |                                               | Încărcați imagine | Raportați eroare |
| 87727.01.02 | Așezare de epocă romană de la Șăulești / ansamblu anonim (Categorie: locuire) (Tip: Drum)                   | sat Șăulești, oraș Simeria |             |            |            |                                               | Încărcați imagine | Raportați eroare |
| 91349.04.01 | Așezarea din epoca bronzului de la Șoimuș - Cuculeu / ansamblu anonim (Categorie: locuire) (Tip: Așezare)   | sat Șoimuș, comuna Șoimuș  | Cuculeu     | Șoimuș     |            |                                               | Încărcați imagine | Raportați eroare |
| 91349.05.01 | Situl arheologic de la Șoimuș - Teleghi / ansamblu anonim (Categorie: locuire) (Tip: Așezare)               | sat Șoimuș, comuna Șoimuș  | Teleghi     | Wietenberg |            |                                               | Încărcați imagine | Raportați eroare |
| 91349.05.02 | Situl arheologic de la Șoimuș - Teleghi / ansamblu anonim (Categorie: locuire) (Tip: Așezare)               | sat Șoimuș, comuna Șoimuș  | Teleghi     |            |            |                                               | Încărcați imagine | Raportați eroare |
| 91349.05.03 | Situl arheologic de la Șoimuș - Teleghi / ansamblu anonim (Categorie: locuire) (Tip: Așezare)               | sat Șoimuș, comuna Șoimuș  | Teleghi     |            |            |                                               | Încărcați imagine | Raportați eroare |
| 91349.06.01 | Situl arheologic de la Șoimuș - Ferma Nr. 2 / ansamblu anonim (Categorie: locuire) (Tip: Așezare)           | sat Șoimuș, comuna Șoimuș  | Ferma Nr. 2 | Turdaș     |            |                                               | Încărcați imagine | Raportați eroare |
| 91349.06.02 | Situl arheologic de la Șoimuș - Ferma Nr. 2 / ansamblu anonim (Categorie: locuire) (Tip: Așezare)           | sat Șoimuș, comuna Șoimuș  | Ferma Nr. 2 | Coțofeni   |            |                                               | Încărcați imagine | Raportați eroare |
| 91349.07.01 | Așezarea de epocă romană de la Șoimuș / ansamblu anonim (Categorie: locuire) (Tip: Așezare)                 | sat Șoimuș, comuna Șoimuș  |             |            |            |                                               | Încărcați imagine | Raportați eroare |
| 89419.01.01 | Cetatea medievală de la Ștei / ansamblu anonim (Categorie: construcție defensivă) (Tip: tum)                | sat Ștei, comuna Densuș    |             |            |            |                                               | Încărcați imagine | Raportați eroare |
| 91508.01.01 | Așezarea preistorică de la Șteia - Prislop / ansamblu anonim (Categorie: locuire) (Tip: Așezare)            | sat Șteia, comuna Tomești  | Prislop     | Coțofeni   |            |                                               | Încărcați imagine | Raportați eroare |
| 91508.01.02 | Așezarea preistorică de la Șteia - Prislop / ansamblu anonim (Categorie: locuire) (Tip: Așezare)            | sat Șteia, comuna Tomești  | Prislop     | Șoimuș     |            |                                               | Încărcați imagine | Raportați eroare |